# Пентанема песчаная
Пентанема песчаная (лат. Pentanéma sabuletórum), или Девяси́л песча́ный (устаревший синоним) — вид двудольных растений, относящийся к роду Пентанема (Pentanema) семейства Астровые (Asteraceae). До 2018 года включался в состав рода Девясил (Inula), в традиционном объёме являющегося полифилетичным. Впервые действительно описан в работе Евгения Михайловича Лавренко, вышедшей в 1926 году.

## Распространение и среда обитания
Известен из Болгарии, России (европейская часть, Северный Кавказ), стран Закавказья, из Румынии, Кыргызстана, Узбекистана, Украины, Казахстана и Венгрии.
Встречается в песчаных степях.

## Ботаническое описание
Травянистое многолетнее растение 30—60 см.
Корневище ползучее, длинное.
Листья кожистые, опушённые; стеблевые листья узколанцетные.
Соцветия-корзинки с жёлтыми цветками.
Плод — бурая продолговато-линейная семянка, придаток — белый ощетиненный хохолок.
Цветёт с конца июня по август.

## Природоохранная ситуация
Девясил песчаный занесён в Красную книгу Саратовской области России. В этом регионе популяция вида размещена в Краснокутском районе и находится под угрозой исчезновения из-за нарушения местообитаний в результате выпаса скота.
Выращивается в Ботаническом саду Саратовского государственного университета, охраняется в заказнике «Дьяковский».

## Синонимы
Синонимичные названия:
- Inula salicifolia var. denticulata Borbás
- Inula salicina subsp. denticulata (Borbás) Soó
- Inula salicina subsp. sabuletorum (Czern. ex Lavrenko) Soják
- Pentanema salicinum subsp. sabuletorum (Czern. ex Lavrenko) Mosyakin